# 2456 Palamedes
2456 Palamedes eller 1966 BA1  är en trojansk asteroid i Jupiters lagrangepunkt L4. Den upptäcktes 30 januari 1981 av Purple Mountain-observatoriet i Nanjing, Kina. Den är uppkallad efter Palamedes i den grekiska mytologin.
Asteroiden har en diameter på ungefär 65 kilometer.